# Foerster (rodina)
Rod Foerstrových patří mezi české rodiny, ve kterých se po několik generací dědilo hudební nadání.
V pravopise psaní příjmení je značná nejednotnost. Ve shodě se základními lexiky, by měli být všichni členové rodu starší než Josef Bohuslav Foerster psáni ve tvaru Förster.

## Genealogie
Základem Foerstrova rodu jsou rodiny kantora Tomáše Förstera (~1744–1817) a jeho syna Ignáce Förstera (1774 – 1827). Oba byli typickými vesnickými kantory, kteří komponovali hudbu pro potřeby místního kostela. Jejich skladby se však nedochovaly. Ignác Förster se usadil v Osenicích a zde se také narodil první člen rodu, jehož skladby známe:
- Josef Förster (1804-1892), kantor a skladatel
  - Josef Förster ml. (1833–1907), varhaník a učitel hudby
    - Josef Bohuslav Foerster (1859-1951), hudební skladatel a pedagog
    - Viktor Foerster (1867–1915), malíř a mozaikář

  - Anton (Antonín) Förster (1837-1926), hudební skladatel a pedagog působící ve Slovinsku
    - Antonin Foerster (1867–1915), slovinský klavírní virtuos a pedagog

  - (z druhého manželství Josefa) Karel Förster (1855–1921), varhaník a regenschori
    - Karel Foerster (1896-1949), pedagog a učitel hry na klavír

Pro připomenutí a uctění památky příslušníků rodiny byl v bývalé škole v Osenicích vybudován Památník Foerstrova rodu. Před školou je malý amfiteátr, kde se pravidelně scházejí pěvecké sbory na festivalu Foersterovy Osenice.